# Meggl-Hof
Der Meggl-Hof ist ein altes Bauernanwesen in Attenhofen, einem Gemeindeteil der Stadt Greding im Landkreis Roth. Dort steht er am südlichen Ortsende und hatte ursprünglich die Hausnummer 26.
Das Erdgeschoss besteht aus Bruchsteinmauerwerk. Obergeschoss und Giebel wurde in Fachwerk errichtet. Wie damals üblich, ist die Rauchküche gewölbt. Das baustiltypische flache Satteldach (dreifachstehendes Pfettendach) ist kalksteingedeckt. Es ist typisch für das 17. Jahrhundert.
Das Gebäude bildet die nördliche Grenze des Verbreitung der Jurahäuser. Ursprünglich war der Hausname Lohhof. Als war einer der größten, über 100 Tagwerk wurden bewirtschaftete, und ältesten Anwesen des Ortes. Das Baujahr ist unbekannt. Es wird das 16. oder 17. Jahrhundert vermutet. Möglicherweise hat es aber auch einen spätmittelalterlichen Kern. In der Denkmalliste wurde vormals das 19. Jahrhundert angegeben, was aber aufgrund der Hofform unwahrscheinlich ist. Ende 2015 oder Anfang 2016 wurde das Anwesen von der Denkmalliste gestrichen, der letzte Text lautete „Bauernhaus, in Jura-Bauweise, eingeschossig mit Kniestock, Fachwerkgiebel und Legschieferdach, dendro dat. Ende 17. Jh., Umbauten Mitte 18. Jh. und 2. Hälfte 19. Jh.“. Die Denkmalnummer war D-5-76-122-94.
Am 23. April 1841 übernahm Thomas Gerstner (* 17. April 1816) den Hof mit 102 Tagwerk für 400 Gulden von Jakob Gerstner. 1900 kaufte das Ehepaar Dengler den Hof. Ihre Kinder bewirtschafteten dann 35 Tagwerk Felder. Aufgrund fehlender Geldmittel wurde auf einen Umbau verzichtet. So blieb die Toilette außerhalb des Hauses und auch keine Abwasserleitung wurde gelegt. Mitte der 1970er Jahre verkauften sie das Haus an eine Ingolstädter Familie und zogen 1982 aus.
Neben dem Haus steht eine Backhaus und Riegelstall für Schweine aus dem 19. Jahrhundert.
Im Februar 2000 wurde über das Haus ein Beitrag in der Reihe Zwischen Spessart und Karwendel gezeigt. Regisseur war der Eichstätter Michael Kreitmeir.